# Wilcoxina
Wilcoxina — рід грибів родини Pyronemataceae. Назва вперше опублікована 1985 року.

## Класифікація
До роду Wilcoxina відносять 5 видів:
- Wilcoxina alaskana
- Wilcoxina mikolae
- Wilcoxina rehmii
- Wilcoxina sequoiae